# 跳羚
跳羚是跳羚屬下唯一一種。

## 主要特征
眼大似瞪羚，常被误认为瞪羚，但体形较大，肩高120厘米，体重40公斤。身上有一道黑条，常被误认为黑斑羚（即高角羚）。体型纤瘦，跑得很快。除了身体侧部的黑斑外，其余的地方都是白色的。

## 习性
天生擅長跑跳，时速可达94公里，仅次叉角羚和猎豹。可以说是跳遠冠军，最高可达3.5米，最远可达10米。

## 食性
以植物的枝叶为食，有时也吃茎。

## 天敌
主要是猎豹、花豹、和非洲野犬。此外禿鹰、豺也会把幼羚当作食物。

## 现状
在南非大草原上曾经经常看到壮观的跳羚群，曾经有一群跳羚创过最壮观兽群的吉尼斯纪录。虽然现在还能看到跳羚群，但其规模远远不如过去的跳羚群那麼壯大了。